# Agrotis pseudovalligera
Agrotis pseudovalligera är en fjärilsart som beskrevs av Turner 1936. Agrotis pseudovalligera ingår i släktet Agrotis och familjen nattflyn. Inga underarter finns listade i Catalogue of Life.